# Maria Dolores Segarra
Maria Dolores Segarra Gestoso (Melilla, 15 de março de 1921 - 1 de março de 1959) foi uma religiosa católica, fundadora do Instituto de Vida Consagrada Missionárias de Cristo Sacerdote juntamente com D. Sebastião Carrasco Jiménez, vigário-geral de Málaga. Em 1987 teve início o seu processo de beatificação.

## Ligação externa
- Perfil